# Čert ví proč (album)
Čert ví proč je výběrové album studiových nahrávek Rudolfa Cortése, které vyšlo v roce 2005 jako CD.

## Seznam skladeb
1. "Zavolá srdce tvé" (h: R. Gilbert, A. Lara / t: J. Moravec) -
2. "Volám tě písní svou" (h: P. Kareš / t: K. Kozel) -
3. "Až půjdeme ve dvou" (h: J. Mangl / J. Moravec) -
4. "Hudba a smích" (h: / t: ) -
5. "Prázdný kout" (h: Miloslav Ducháč / t: Jaroslav Moravec) -
6. "S tebou" (F. Craig/Kermit. Goell, č.t. Jiří Traxler) -
7. "Setkání po letech" (h: Vlastimil Hála / t: K. Hynek) -
8. "Starý mlýn" (h: Kamil Běhounek / t: Karel Kozel) -
9. "Ani ve snu bych se nenadál" (h: Miloslav Ducháč / Jiří Traxler) -
10. "Očím snad uvěříš" (h: Vlastimil Hála / t: Vladimír Dvořák) -
11. "Marita" (P. Misraki / A. Borneu, č.t. Jiří Traxler) -
12. "Až na kraj světa" (h: F. Loesser / t: Jiří Traxler) -
13. "Rolničky" (h: traditional / t: Jiří Traxler) -
14. "Prostý lék" (h: Vlastimil Hála / t: Vladimír Dvořák)
15. "Šťastný den" (h: Miloslav Ducháč / t: )
16. "Daleko, daleko" (h: G.N. Nosov / t: Vladimír Dvořák)
17. "Dobrou noc" (h: Zdeněk Petr / t: Vladimír Dvořák - ze hry " Sto dukátů za Juana ")
18. "Ty jsi můj anděl strážný" (h: D.C. Vačkář / t: B. Nádvorník)
19. "Ranní písnička" (h: Miloslav Ducháč / t: Vladimír Dvořák)
20. "Přání" (h: S. Procházka / t:K. Kozel)
21. "Čert ví proč" (h: Karel Krautgartner / t: Vladimír Dvořák)
22. "Tiše den zhasíná" (h: / t: )
23. "Vzpomínky mně zůstanou" (h: G. Gershwin / I. Gershwin, č.t Vladimír Dvořák)
24. "Někdo mě má rád" (h: / t: )
25. "Modré nebe" (h: / t: )

## Další informace
- Spoluúčinkují
- Sestry Allanovy (hudební skupina)
- Orchestr Ladislava Habarta
- Orchestr Karla Vlacha
- Vydalo - Fr centrum.